# Марк Лоуренс Оліфант
Сер Маркус Лоренс Елвін «Марк» Оліфант (англ. Sir Marcus Laurence Elwin «Mark» Oliphant; 8 жовтня 1901 — 14 липня 2000) — австралійський фізик-експериментатор, першовідкривач тритію. Дослідження та громадська діяльність Оліфанта у 1941—1945 роках відіграли ключову роль у розробці ядерної зброї США та Великої Британії.
Наукові публікації стосуються ядерної фізики, електричних розрядів у газах, радіолокації, прискорювальної техніки, фізики високих енергій. У співпраці з Ернестом Резерфордом підтвердив справедливість закону взаємозв'язку маси й енергії для ядерних процесів. У 1934 році відкрив (разом із Резерфордом і німецьким фізикохіміком П. Гартеком) ядра тритію і гелію-3. Передбачив реакцію злиття ядер дейтерію (термоядерний синтез).
У 1940 році створив (разом із британськими науковцями Дж. Рендаллом і Г. Бутом) перший промисловий зразок багаторезонансного магнетрона, що відіграв ключову роль у розвитку радіолокації у роки Другої світової війни.
Запропонував (1943) ідею використання кільцевого магніту для прискорення заряджених частинок; ця ідея лягла в основу роботи циклічного прискорювача, згодом названого синхротроном.